# Championnats du monde de gymnastique artistique 1999
Navigation
Édition précédente Édition suivante
Les 34e championnats du monde de gymnastique artistique ont eu lieu à Tianjin en Chine.

## Résultats hommes

### Concours général par équipes
| Rang | Pays        | Membres | Total   |
| ---- | ----------- | --- | ------- |
| 1st  | Chine       | Dong Zhen, Huang Xu, Li Xiaopeng, Lu Yufu, Xing Aowei, Yang Wei                                                                | 230.395 |
| 2nd  | Russie      | Alexei Bondarenko, Nikolai Kryukov, Alexei Nemov, Georgy Grebenkov, Evgueni Podgorny, Vitali Fedotov                           | 228.145 |
| 3rd  | Biélorussie | Ivan Ivankou, Alexander Kruzhylov, Dimitri Kaspiarovich, Alexander Shostak, Vitali Valinchuk, Ivan Pavlovski, Alexei Sinkevich | 227.631 |

### Concours général individuel
| Rang | Gymnaste              | Total  |
| ---- | --------------------- | ------ |
| 1st  | Nikolai Kryukov (RUS) | 57.485 |
| 2nd  | Naoya Tsukahara (JPN) | 57.337 |
| 3rd  | Jordan Jovtchev (BUL) | 57.212 |

### Finales par engins

#### Sol
| Rang | Gymnaste              | Total |
| ---- | --------------------- | ----- |
| 1st  | Alexei Nemov (RUS)    | 9.787 |
| 2nd  | Gervasio Deferr (ESP) | 9.750 |
| 3rd  | Xing Aowei (CHN)      | 9.737 |

#### Cheval d'arçon
| Rang | Gymnaste              | Total |
| ---- | --------------------- | ----- |
| 1st  | Alexei Nemov (RUS)    | 9.775 |
| 2nd  | Marius Urzica (ROU)   | 9.762 |
| 3rd  | Nikolai Kryukov (RUS) | 9.750 |

#### Anneaux
| Rang | Gymnaste                   | Total |
| ---- | -------------------------- | ----- |
| 1st  | Dong Zhen (CHN)            | 9.775 |
| 2nd  | Szilveszter Csollany (HUN) | 9.737 |
| 3rd  | Dimosthenis Tampakos (GRE) | 9.712 |

#### Saut
| Rang | Gymnaste                   | Total |
| ---- | -------------------------- | ----- |
| 1st  | Li Xiaopeng (CHN)          | 9.668 |
| 2nd  | Jevgēņijs Saproņenko (LAT) | 9.656 |
| 3rd  | Dieter Rehm (SUI)          | 9.468 |

#### Barres parallèles
| Rang | Gymnaste                | Total |
| ---- | ----------------------- | ----- |
| 1st  | Lee Joo-hyung (KOR)     | 9.750 |
| 2nd  | Alexei Bondarenko (RUS) | 9.675 |
| 2nd  | Naoya Tsukahara (JPN)   | 9.675 |

#### Barre fixe
| Rang | Gymnaste                | Total |
| ---- | ----------------------- | ----- |
| 1st  | Jesus Carballo (ESP)    | 9.762 |
| 2nd  | Alexander Jeltkov (CAN) | 9.700 |
| 3rd  | Yang Wei (CHN)          | 9.612 |

## Résultats femmes

### Concours général par équipe
| Rang | Pays     | Membres | Total   |
| ---- | -------- | --- | ------- |
| 1er  | Roumanie | Simona Amânar, Loredana Boboc, Andreea Isarescu, Maria Olaru, Corina Ungureanu, Andreea Raducan                    | 153.527 |
| 2e   | Russie   | Svetlana Khorkina, Anna Kovalyova, Evgenia Kuznetsova, Elena Produnova, Elena Zamolodchikova, Yekaterina Lobaznyuk | 153.209 |
| 3e   | Ukraine  | Viktoria Karpenko, Tatiana Yarosh, Inga Shkarupa, Olha Teslenko, Olha Rozshchupkina, Natalia Horodny               | 152.338 |

NB : La Chine (Bai Chunyue, Huang Mandan, Ling Jie, Liu Xuan, Xu Jing, Dong Fangxiao) avait à l’origine fini troisième avec un score de 152.423 points, mais il a été découvert en 2008 que des fonctionnaires chinois avaient falsifié l’âge du membre de l’équipe, Dong Fangxiao ; l'équipe a été officiellement disqualifiée en mars 2012, les médailles de bronze ayant été attribuées à l'Ukraine, et les résultats de Dong pour cette compétition et les Jeux olympiques de 2000 ont été radiés des records.

### Concours général individuel
| Rang | Gymnaste                   | Total  |
| ---- | -------------------------- | ------ |
| 1st  | Maria Olaru (ROU)          | 38.774 |
| 2nd  | Viktoria Karpenko (UKR)    | 38.705 |
| 3rd  | Elena Zamolodchikova (RUS) | 38.687 |

### Finales par engins

#### Saut
| Rang | Gymnaste                   | Total |
| ---- | -------------------------- | ----- |
| 1st  | Elena Zamolodchikova (RUS) | 9.718 |
| 2nd  | Simona Amanar (ROU)        | 9.631 |
| 3rd  | Maria Olaru (ROU)          | 9.593 |

#### Barres asymétriques
| Rang | Gymnaste                | Total |
| ---- | ----------------------- | ----- |
| 1st  | Svetlana Khorkina (RUS) | 9.837 |
| 2nd  | Huang Mandan (CHN)      | 9.825 |
| 3rd  | Ling Jie (CHN)          | 9.812 |

#### Poutre
| Rang | Gymnaste              | Total |
| ---- | --------------------- | ----- |
| 1st  | Ling Jie (CHN)        | 9.775 |
| 2nd  | Andreea Raducan (ROU) | 9.762 |
| 3rd  | Olha Roshupkina (UKR) | 9.737 |

#### Sol
| Rang | Gymnaste                | Total |
| ---- | ----------------------- | ----- |
| 1st  | Andreea Raducan (ROU)   | 9.837 |
| 2nd  | Simona Amanar (ROU)     | 9.800 |
| 3rd  | Svetlana Khorkina (RUS) | 9.787 |